# Der Erlkönig
Der Erlkönig (comúnmente llamado El rey de los elfos, literalmente El rey de los alisos) es un poema de Johann Wolfgang von Goethe. Describe la lucha de un padre por la vida de su hijo, asediado por un ser sobrenatural, que representa la muerte. Fue compuesto por Goethe como parte de la balada operística de 1782 titulada "Die Fischerin". 

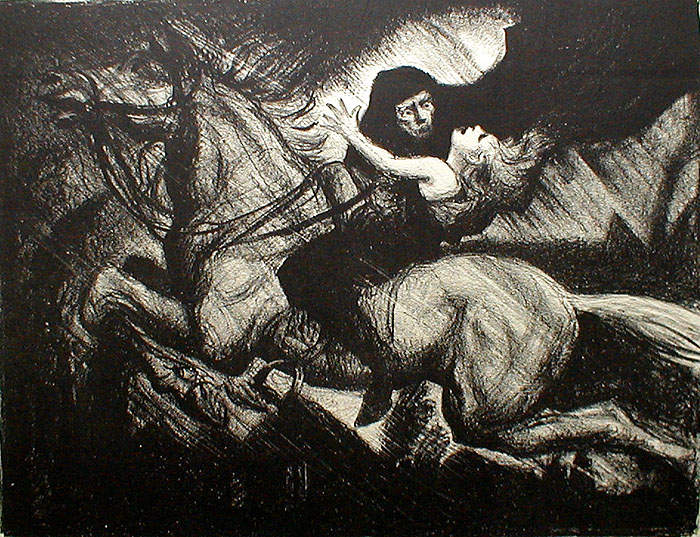
"The Erlking", ilustración de Albert Sterner, 1910.

El poema ha sido usado como texto para lieder por muchos compositores, siendo el más famoso el de Franz Schubert, en su Erlkönig op. 1 (D. 328), y adaptaciones musicales (al menos 22), de artistas como Johann Friedrich Reichardt, Carl Friedrich Zelter, Robert Schumann, Hugo Wolf, Ludwig Spohr y Johann Carl Gottfried Löwe. Beethoven intentó musicalizar el poema pero desistió.

## Resumen
El poema comienza dando la impresión que el niño simplemente está padeciendo una vaga y no especificada dolencia, y ve la muerte como producto de su imaginación. Al avanzar la lectura del poema, este toma un tono más oscuro para terminar con la muerte del niño.
Cuenta la historia que Goethe visitaba a un amigo una tarde noche cuando una figura oscura, cargando un bulto en sus brazos, fue vista cabalgando hacia las puertas de la ciudad a gran velocidad. Al día siguiente Goethe y su amigo se informaron de que era un granjero que llevaba a su hijo enfermo al médico. Este incidente (junto con la leyenda) fue probablemente la inspiración para Goethe.
Algunos lectores, al visualizar al padre llevando a su hijo asumen que el niño necesita ayuda médica pero la caracterización del poema hace una suposición ambigua.

## Texto
| Original en alemán | Traducción al español |
| --- | --- |

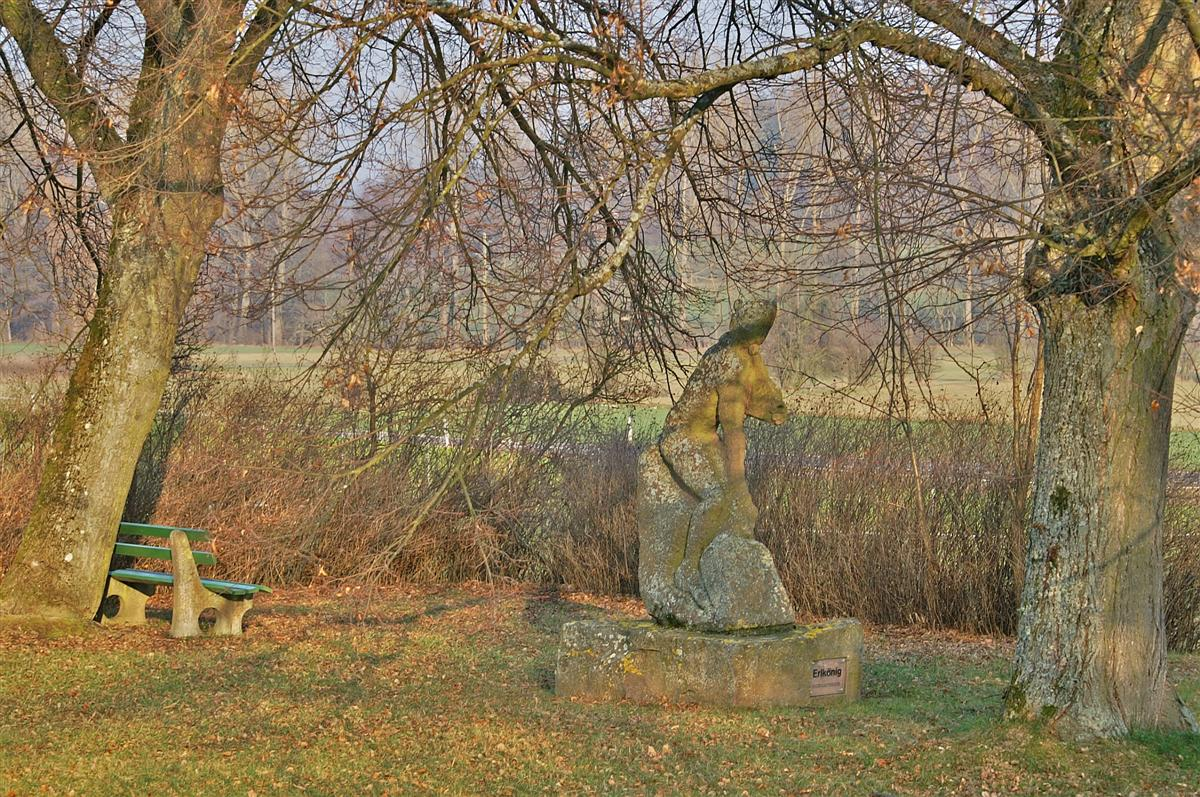
El Erlkönig, estatua en el cementerio antiguo de Dietenhausen, en Keltern, Enz, Alemania.

| Wer reitet so spät durch Nacht und Wind? Es ist der Vater mit seinem Kind; Er hat den Knaben wohl in dem Arm, Er faßt ihn sicher, er hält ihn warm. "Mein Sohn, was birgst du so bang dein Gesicht?" "Siehst, Vater, du den Erlkönig nicht? Den Erlenkönig mit Kron und Schweif?" "Mein Sohn, es ist ein Nebelstreif." "Du liebes Kind, komm, geh mit mir! Gar schöne Spiele spiel' ich mit dir; Manch' bunte Blumen sind an dem Strand, Meine Mutter hat manch gülden Gewand." "Mein Vater, mein Vater, und hörest du nicht, Was Erlenkönig mir leise verspricht?" "Sei ruhig, bleibe ruhig, mein Kind; In dürren Blättern säuselt der Wind." "Willst, feiner Knabe, du mit mir gehn? Meine Töchter sollen dich warten schön; Meine Töchter führen den nächtlichen Reihn, Und wiegen und tanzen und singen dich ein." "Mein Vater, mein Vater, und siehst du nicht dort Erlkönigs Töchter am düstern Ort?" "Mein Sohn, mein Sohn, ich seh es genau: Es scheinen die alten Weiden so grau." "Ich liebe dich, mich reizt deine schöne Gestalt; Und bist du nicht willig, so brauch ich Gewalt." "Mein Vater, mein Vater, jetzt faßt er mich an! Erlkönig hat mir ein Leid getan!" Dem Vater grauset's, er reitet geschwind, Er hält in Armen das ächzende Kind, Erreicht den Hof mit Müh' und Not; In seinen Armen das Kind war tot. | ¿Quién cabalga tan tarde a través de la noche y el viento? Es un padre con su hijo. Tiene al pequeño en su brazo. Lo lleva seguro, lo mantiene caliente. "Hijo mío, ¿por qué escondes asustado tu cara?" "¿No ves, padre, al rey de los Elfos? ¿El rey de los Elfos con corona y manto?" "Hijo mío, es la neblina." "¡Amado niño, ven conmigo! Jugaré contigo a maravillosos juegos; flores de muchos colores están en la playa, Mi madre tiene muchos vestidos dorados." "Padre mío, padre mío, ¿no oyes lo que el rey de los Elfos me promete?" "Tranquilo, mantente tranquilo, hijo mío; el viento mueve las hojas secas." "¿No quieres, buen niño, venirte conmigo? Mis hijas te cuidarán bien; mis hijas danzarán en el corro nocturno, Y ellas te arrullarán, bailarán y cantarán para que duermas." "Padre mío, padre mío, ¿no ves acaso ahí, A las hijas del rey de los Elfos en ese lugar oscuro?" "Hijo mío, hijo mío, claro que lo veo: es el resplandor de los sauces tan grises." "Te amo; me seduce tu hermosa forma; y si no eres obediente, utilizaré la violencia." "¡Padre mío, padre mío, ahora él me agarra! ¡El Rey de los Elfos me ha hecho daño!" El padre horrorizado, cabalga veloz, lleva en sus brazos al niño que gime, llega a la casa exhausto; en sus brazos el niño estaba muerto. |

## Leyenda
La leyenda del Rey de los Elfos parece haberse originado en tiempos relativamente recientes en Dinamarca. Goethe basó su poema en “Erlkönigs Tochter” (“La hija del Rey de los Elfos”), obra danesa traducida al alemán por Johann Gottfried Herder. El título era “La hija del Rey de los Elfos” y apareció en su colección de canciones populares, Stimmen der Völker in Liedern (publicada en 1778).
La naturaleza del rey de los elfos está sujeta a debate. El nombre se traduce literalmente del alemán como “rey de los alisos” (a diferencia de la traducción “de los elfos”, que sería en Elfenkönig o Elbenkönig). Se ha dicho que “Erlkönig”  es una mala traducción hecha del danés “ellerkonge” o “elverkonge” que sí significa “Rey de los Elfos”. De acuerdo con el folclor alemán y danés, el rey de los elfos aparece como presagio de la muerte, parecido a la banshee en la mitología irlandesa, pero a diferencia de ella, el rey de los elfos sólo se aparece a la persona que va a morir. Su forma y expresión le dicen a la persona qué tipo de muerte tendrá: una expresión de dolor significa una muerte dolorosa, mientras que una expresión pacífica una muerte tranquila.
Otra interpretación sugiere que la leyenda dice que cualquiera que toque al rey de los elfos debe morir.

## Adaptaciones
En la conocida novela “Le Roi des Aulnes” (1970), Michel Tournier identificó el Erlkönig con su protagonista y así con la gente alemana durante la Segunda Guerra Mundial en el gusto deliberado de los nazis por los jóvenes para al final enviarlos a morir en batalla. "El Ogro" (1996), una película dirigida por Volker Schlöndorff y protagonizada por John Malkovich es una adaptación de esta historia.
En el filme de 1988, Burning Secret, el barón Alexander recita las últimas líneas del poema de Goethe mientras sostiene al niño Edmund en una piscina (el agua siendo un símbolo de la muerte y el nacer). Este momento representa su amor, mientras luego el Barón fija su atención en otra parte. Aquí la cita del poema señala la muerte simbólica del niño como tal y el paso a la madurez.
El poema fue reinventado por la banda alemana Rammstein con la canción Dalai Lama. Varios artistas alemanes han hecho interpretaciones contemporáneas del poema. Christian Brückner, que es una personalidad conocida en Alemania, prestó su voz para una canción llamada “Earlkings Legacy” la cual fue producida in cooperación con BAD EGGZ en el 2002. Otra versión fue hecha por Hypnoctic Grooves (con la voz de Jo Van Nelson).
Además, el poema fue adaptado por la cantante inglesa Sarah Brightman, que junto con una adaptación de Allegretto de la Sinfonía n# 7 en A mayor, Opus 92 (de Ludwing Van Beethoven), compuso la canción Figlio Perduto para su álbum "La Luna".
Más recientemente, la banda neerlandesa de metal sinfónico Epica adaptó la historia en una balada llamada 'Once Upon a Nightmare' incluida en el álbum The Holographic Principle.
Además recientemente el poema fue ilustrado a través de las viñetas del manga Kokou no Hito en el capítulo 160 por el autor Shin'ichi Sakamoto